# ニューヨーク・セントラル鉄道

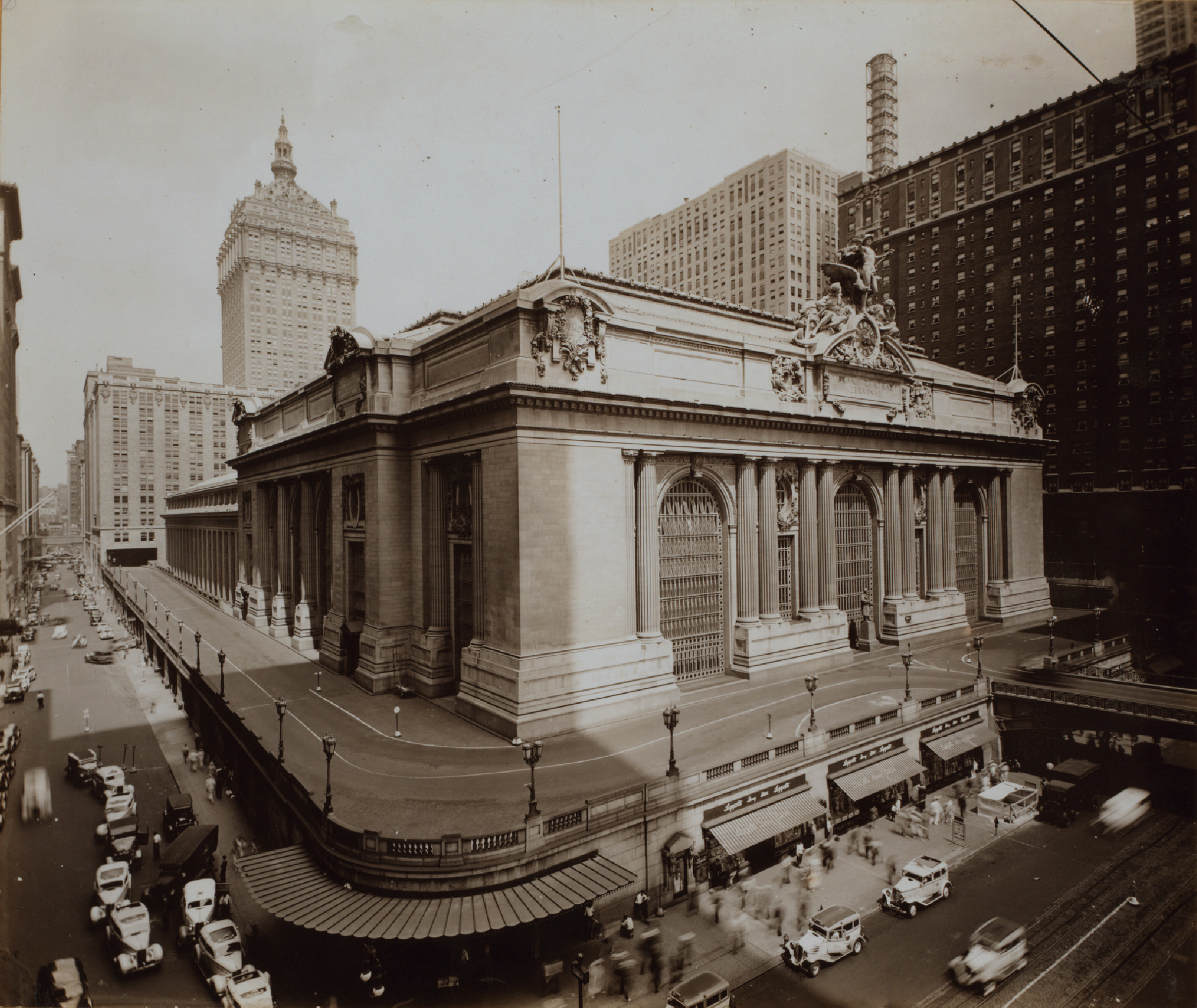
グランド・セントラル駅　1936年

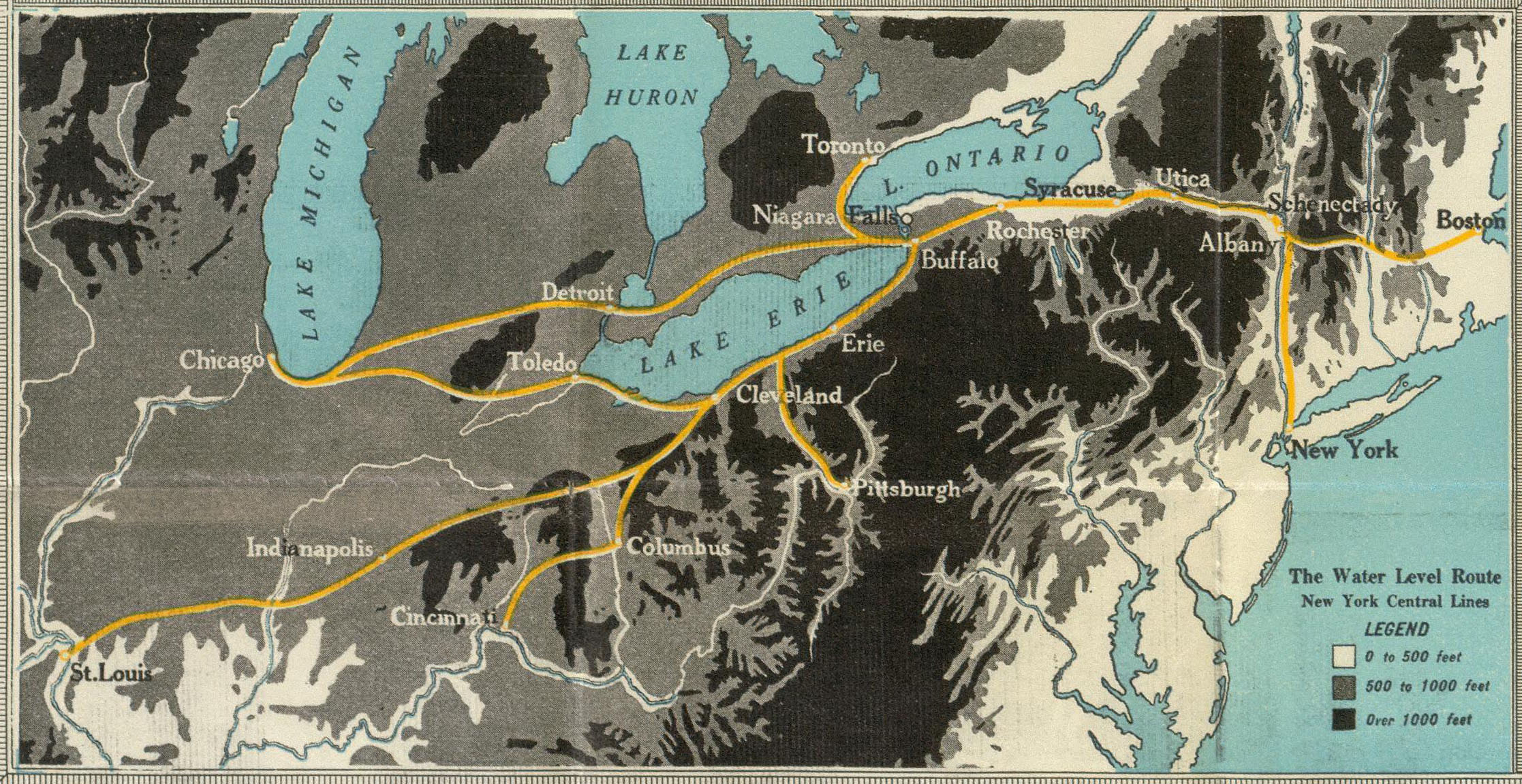
本線はハドソン川・エリー運河・エリー湖の岸に沿っており、「ウォーターレベルルート」と呼ばれた

ニューヨーク・セントラル鉄道（ニューヨーク・セントラルてつどう、英語: New York Central Railroad、報告記号はNYC）は、広告宣伝においては単にニューヨーク・セントラルの名でも知られた、アメリカ合衆国北東部で営業していた鉄道会社である。ニューヨークに本社を置き、アメリカ合衆国の北東部のほとんどに鉄道網を広げ、ニューヨーク州・ペンシルベニア州・オハイオ州・ミシガン州・インディアナ州・イリノイ州・マサチューセッツ州に路線を持ち、さらにカナダのオンタリオ州とケベック州にも路線があった。
ニューヨーク・セントラル鉄道は主に、東部のニューヨークやボストンと中西部のシカゴやセントルイス、およびその中間にあるオールバニ・バッファロー・クリーブランド・シンシナティ・デトロイトといった都市を結んでいた。ニューヨーク・セントラル鉄道が建設した、ニューヨークのグランド・セントラル駅は、現存するもっともよく知られたランドマークである。
1968年にニューヨーク・セントラル鉄道はかつてのライバルであるペンシルバニア鉄道と合併し、ペン・セントラル鉄道となった。その後1969年にニューヨーク・ニューヘイブン・アンド・ハートフォード鉄道もこれに加わっている。しかし1970年にペン・セントラル鉄道は破綻し、1976年に連邦政府によって設立されたコンレールに買収されて国有化された。
1998年にコンレールは分割され、旧ニューヨーク・セントラル鉄道区間は新しく設立されたニューヨーク・セントラル・ラインズLLCに移管されて、CSXトランスポーテーションと貨物専用のノーフォーク・サザン鉄道にリースされ、後に吸収された。これらの会社の路線網にはかつてのニューヨーク・セントラル鉄道の本線が含まれているが、これ以外の区間ではかつて一度もニューヨーク・セントラル鉄道の路線網ではなかった区間も含まれている。
有名なウォーターレベルルートはニューヨークとアップステート・ニューヨークを結んでおり、世界で最初の長距離複々線区間であった。

## 歴史

### ニューヨーク・セントラル鉄道以前 1826年 - 1853年
ニューヨーク・セントラル鉄道を構成するもっとも古い部分は、ニューヨーク州で最初の恒久的な鉄道路線で、アメリカ合衆国でも最初期の鉄道であった。モホーク・アンド・ハドソン鉄道は、モホーク川沿いのスケネクタディとハドソン川沿いのオルバニーを結ぶために、1826年に路線特許を得た。これは貨物や特に旅客にとって、スケネクタディからオルバニーまでのエリー運河にある多数の閘門にかかる時間を短縮するものであった。モホーク・アンド・ハドソン鉄道は1831年9月24日に開通し、1847年4月19日にオルバニー・アンド・スケネクタディ鉄道へ改称した。
ユーティカ・アンド・スケネクタディ鉄道 (Utica and Schenectady Railroad) は1833年4月29日に路線特許を受けたが、エリー運河に並行する鉄道路線であったため貨物輸送を禁じられていた。営業運行は1836年8月2日に開始され、オルバニー・アンド・スケネクタディ鉄道の路線を西に延長し、エリー運河とは反対側のモホーク川の北に沿ってユーティカまでを結んだ。1844年5月7日にいくつかの制約を受けたものの貨物輸送を許可され、1847年5月12日には制約は完全に撤廃されたが、運河の通航料と同額を州に対して納める必要があった。
シラキュース・アンド・ユーティカ鉄道は1836年5月1日に路線特許を受け、同様に運河から転移した貨物について州に対して支払いを行う必要があった。鉄道の全区間は1839年7月3日に開通し、ロームを経由してシラキュースまでさらに鉄道が伸びた。さらに既に開通していたオーバーン・アンド・シラキュース鉄道によりオーバーンまで鉄道で結ばれた。この路線は、エリー運河のそばに沿ってロームを経由するために遠回りをしていたため、シラキュース・アンド・ユーティカ・ダイレクト鉄道が1853年1月26日に路線特許を受けた。この路線は結局少しも建設されることはなかったが、1885年にニューヨーク・セントラル鉄道に買収されたウェスト・ショア鉄道が同じ目的を後に達成した。
オーバーン・アンド・シラキュース鉄道は1834年5月1日に路線特許を取得し、1838年に大半が開通して、最後の4マイル（約6 km）の区間が1839年6月4日に開通した。その1か月後、シラキュース・アンド・ユーティカ鉄道の開通により、オルバニーから西へシラキュースを経てオーバーンまで、そしてジェニーバまでの途中までの路線を完成させた。オーバーン・アンド・ロチェスター鉄道は1836年5月13日に路線特許を得て、ジェニーバからカナンデイグアを経てロチェスターまでの路線延長を1841年11月4日に開通させた。この2社は1850年8月1日に合併して通称オーバーン鉄道としても後に知られる、ロチェスター・アンド・シラキュース鉄道を形成したが、かなり遠回りであった。これを解決するために、ロチェスター・アンド・シラキュース・ダイレクト鉄道が路線特許を受け、すぐに1850年8月6日にロチェスター・アンド・シラキュース鉄道に合併した。この路線は1853年6月1日に開通し、エリー運河におおむね並行して2つの都市をより直線的に結んだ。
ロチェスターより西へは、トナワンダ鉄道がロチェスターからアッティカまで1832年4月24日に特許を受けた。最初の区間である、ロチェスターから南西へバタビアまでは1837年5月5日に開通し、アッティカまでの残りの区間は1843年1月8日に開通した。アッティカ・アンド・バッファロー鉄道 (Attica and Buffalow Railroad) は1836年に路線特許を受け、1842年11月24日にバッファローから東へアッティカまで開通した。オーバーン・アンド・ロチェスター鉄道が開通した1841年の時点で、ロチェスターではトナワンダ鉄道への接続がなかったが、これを例外としてバッファローからオールバニまでの鉄道路線が全通した。1844年3月19日にトナワンダ鉄道は接続路線の建設を認可され、同年開通させた。オールバニ・アンド・スケネクタディ鉄道は、オールバニからバッファローまでのほかの鉄道会社の所有するすべての荷物車・郵便車・移民車（三等車より等級の低い車両）を1848年2月17日に買収して、通しの列車運行を開始した。
1850年12月7日には、トナワンダ鉄道とアッティカ・アンド・バッファロー鉄道が合併してバッファロー・アンド・ロチェスター鉄道となった。バッファローから東へバタビアまでの新しい直通路線は1852年4月26日に開通し、旧線のうちバッファローの東にあるデピューとアッティカの間はバッファロー・アンド・ニューヨーク・シティ鉄道 (Buffalo and New York City Railroad) へ11月1日に売却された。この路線はニューヨーク・アンド・エリー鉄道の鉄道網に編入され、同社の6フィート広軌へ改軌された。
スケネクタディ・アンド・トロイ鉄道は1836年に路線特許を得て1842年に開通し、ハドソン川とスケネクタディを結ぶもう1本の経路となり、ハドソン川側ではトロイを終点としていた。
ロックポート・アンド・ナイアガラフォールズ鉄道 (Lockport and Niagara Falls Railroad) は1834年にエリー運河沿いのロックポートから西へナイアガラフォールズまでの路線特許を受けた。この路線は1838年に開通した。1850年12月14日にロチェスター・ロックポート・アンド・ナイアガラフォールズ鉄道として再編されて、東のロチェスターまでの延長を1852年7月1日に開通させた。
バッファロー・アンド・ロックポート鉄道 (Buffalo and Lockport Railroad) は1852年4月27日にロチェスター・ロックポート・アンド・ナイアガラフォールズ鉄道の支線をロックポートからバッファローまで建設する路線特許を受けた。1854年に開通し、ロックポートからトナワンダまで走り、そこで1837年に開通したバッファロー・アンド・ナイアガラフォールズ鉄道に合流して残りのバッファローまでの路線を走った。
シラキュース・アンド・ユーティカ・ダイレクト鉄道に加えて、結局建設されなかった鉄道会社としてはモホーク・バレー鉄道 (Mohawk Valley Railroad) があり、1851年1月21日に路線特許を受け、モホーク川の南側をスケネクタディからユーティカまで、これらの町とエリー運河の対岸に建設することになっていた。この場所には後にウェスト・ショア鉄道が建設された。

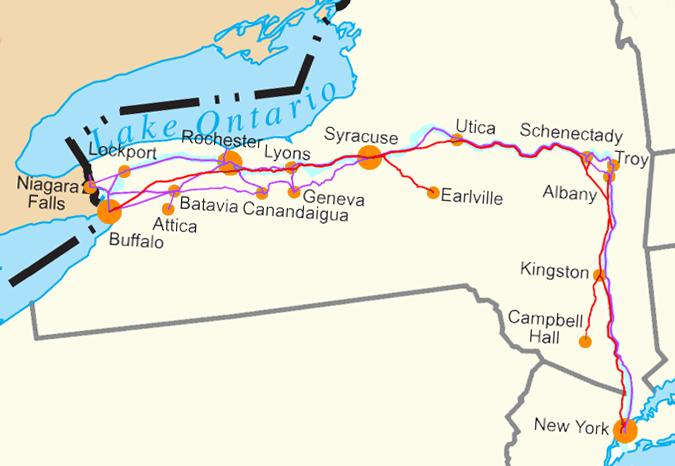
ニューヨーク・セントラル鉄道のウォーターレベルルート（紫）、ウェスト・ショア鉄道（赤）、エリー運河（青）の地図

オルバニーの実業家と、モホーク・バレー鉄道の所有者であったエラスタス・コーニングは、これらの鉄道網を合併させて1つの鉄道会社にし、1853年3月17日に合意が成立した。4月2日に州当局の承認が得られ、1853年5月17日にこれら10社が合併してニューヨーク・セントラル鉄道が発足した。ニューヨーク・セントラル鉄道へ合併したのは以下の会社である。
1. オルバニー・アンド・スケネクタディ鉄道
2. ユーティカ・アンド・スケネクタディ鉄道
3. シラキュース・アンド・ユーティカ鉄道
4. ロチェスター・アンド・シラキュース鉄道
5. バッファロー・アンド・ロチェスター鉄道
ロチェスター・アンド・シラキュース鉄道はオーバーン、ジェニーバ、カナンデイグアを経由する旧線も保有しており、オーバーン鉄道と呼ばれていた。バッファロー・アンド・ロチェスター鉄道にはバタビアからアッティカまでの、1852年までは本線の一部であった支線も所有していた。以上5社がオルバニーからバッファローへの本線を形成した。
6. スケネクタディ・アンド・トロイ鉄道 - スケネクタディから東へトロイまでの支線
7. ロチェスター・ロックポート・アンド・ナイアガラフォールズ鉄道 - ロチェスターから西へナイアガラフォールズまでの大きな支線
8. バッファロー・アンド・ロックポート鉄道 - ロチェスター・ロックポート・アンド・ナイアガラフォールズ鉄道のロックポートから南へバッファローまでの支線で、トナワンダからはバッファロー・アンド・ナイアガラフォールズ鉄道の線路使用権による。
以下の2社は鉄道路線を実際に建設することはなかった。
9. モホーク・バレー鉄道
10. シラキュース・アンド・ユーティカ・ダイレクト鉄道

すぐにバッファロー・アンド・ステート・ライン鉄道 (Buffalo and State Line Railroad) とエリー・アンド・ノース・イースト鉄道 (Erie and North East Railroad) が6フィート広軌から標準軌へ改軌し、ニューヨーク・セントラル鉄道とバッファローで直通してペンシルベニア州エリーまでの路線を形成した。

### エラスタス・コーニングの時代 1853年 -1867年
ロチェスター・アンド・レイク・オンタリオ鉄道は1852年に設立され、1853年秋に開通した。この路線は後にニューヨーク・セントラル鉄道の一部となった、ロチェスター・ロックポート・アンド・ナイアガラフォールズ鉄道に貸し出された。1855年にニューヨーク・セントラル鉄道に合併し、ロチェスターから北へオンタリオ湖に面したシャーロットまでの支線となった。
バッファロー・アンド・ナイアガラフォールズ鉄道もまた1855年にニューヨーク・セントラル鉄道に合併した。この鉄道は1834年に路線特許を受け1837年に開通し、バッファローとナイアガラフォールズを結ぶ路線を営業していた。1853年にニューヨーク・セントラル鉄道に貸し出された。
同じく1855年にナイアガラフォールズから北へルイストンまで運行していたルイストン鉄道 (Lewiston Railroad) も合併した。1836年に路線特許を受け1837年に開通し、他の鉄道との接続なしに運行されてきた。1854年に南への延長が行われバッファロー・アンド・ナイアガラフォールズ鉄道と接続し、路線はニューヨーク・セントラル鉄道へ貸し出された。
カナンデイグア・アンド・ナイアガラフォールズ鉄道 (Canandaigua and Niagara Falls Railroad) は1851年に路線特許を受けた。1853年にオーバーン鉄道と接続するカナンデイグアから西へバタビアまでの最初の区間が開通した。さらに西へノース・トワナンダまでがその年内に開通し、1854年にはナイアガラフォールズまで開通してナイアガラフォールズ橋へ連絡した。ニューヨーク・セントラル鉄道は、この会社が1858年に倒産した際に買収し、ナイアガラ・ブリッジ・アンド・カナンデイグア鉄道 (Niagara Bridge and Canandaigua Railroad) として再編し、1890年には吸収合併した。
サラトガ・アンド・ハドソン・リバー鉄道 (Saratoga and Hudson River Railroad) は1864年に路線特許を受け、スケネクタディの南東、ハドソン川西岸のアセンズの南南東にあるニューヨーク・セントラル鉄道のアセンズ・ジャンクションから分岐する支線を1866年に開通させた。1967年9月9日にこの会社はニューヨーク・セントラル鉄道に合併したが、1867年にアセンズのターミナルが焼失し、路線は廃止となった。1880年代にはニューヨーク・ウェスト・ショア・アンド・バッファロー鉄道 (New York, West Shore and Buffalo Railway) がこの路線を借り受けて自社の本線とし、1885年にニューヨーク・セントラル鉄道が買収してウェスト・ショア鉄道とした。

### ハドソン・リバー鉄道

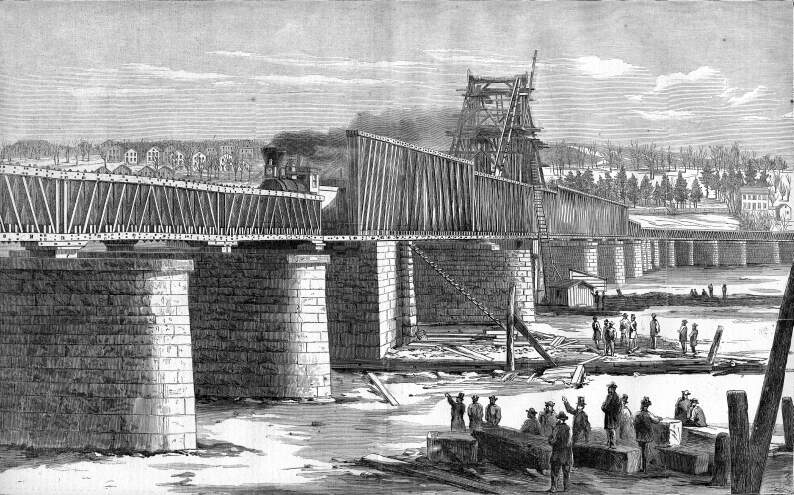
オルバニーのリビングストン・アベニュー橋を描いた1866年の絵画

トロイ・アンド・グリーンブッシュ鉄道 (Troy and Greenbush Railroad) は1845年に路線特許を受け、同年開通し、トロイから南へハドソン川の東側に面したイースト・オルバニーまでを結んだ。ハドソン・リバー鉄道 (Hudson River Railroad) は1846年5月12日に路線特許を受け、この路線を南へニューヨークまで結ぶことになっていた。全線は1851年10月3日に開通した。開通前の6月1日に、ハドソン・リバー鉄道はトロイ・アンド・グリーンブッシュ鉄道を借り受けた。
コーネリアス・ヴァンダービルトは、並行するニューヨーク・アンド・ハーレム鉄道を買収した直後に、1864年にハドソン・リバー鉄道の支配権をも握った。
イレブンス・アベニューの路面を走行して事故の多かった鉄道を高架によって置き換えるために、ハドソン・リバー鉄道に沿って1934年にニューヨークにハイラインが開通した。高架となった区間はその後廃止となったが、同時に建設された北のトンネル区間はアムトラックの列車がペンシルベニア駅に入るのに使われている。他の列車はニューヨーク・アンド・ハーレム鉄道へのアクセスにはスピュイテン・デュイビル・アンド・ポート・モリス鉄道 (Spuyten Duyvil and Port Morris Railroad) を経由する。チェルシー地区にあるハイラインの残されていた区間は近年線状の公園となった。

### ヴァンダービルトの時代 1867年 - 1954年

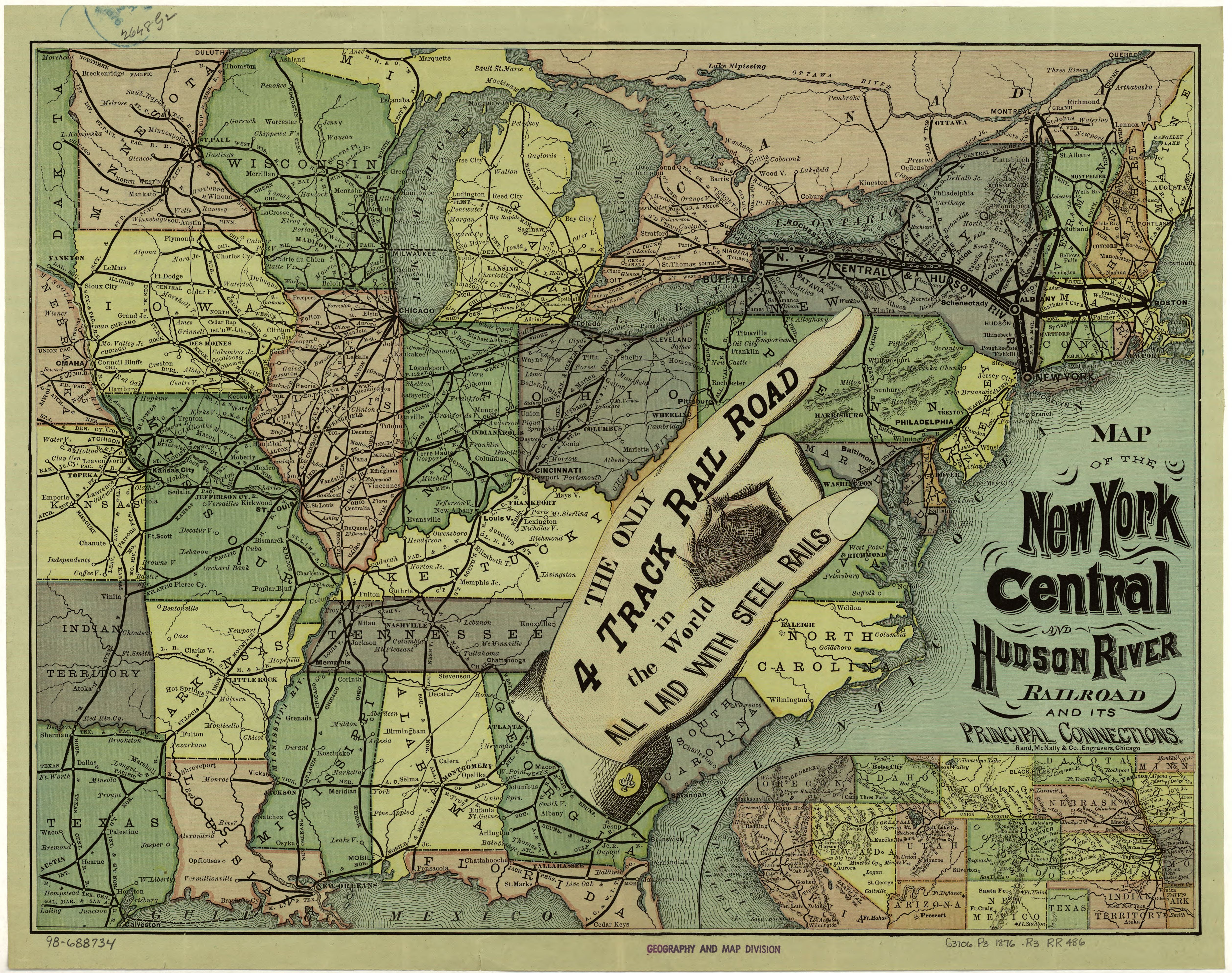
1876年頃の地図

1893年頃の地図

1900年の地図

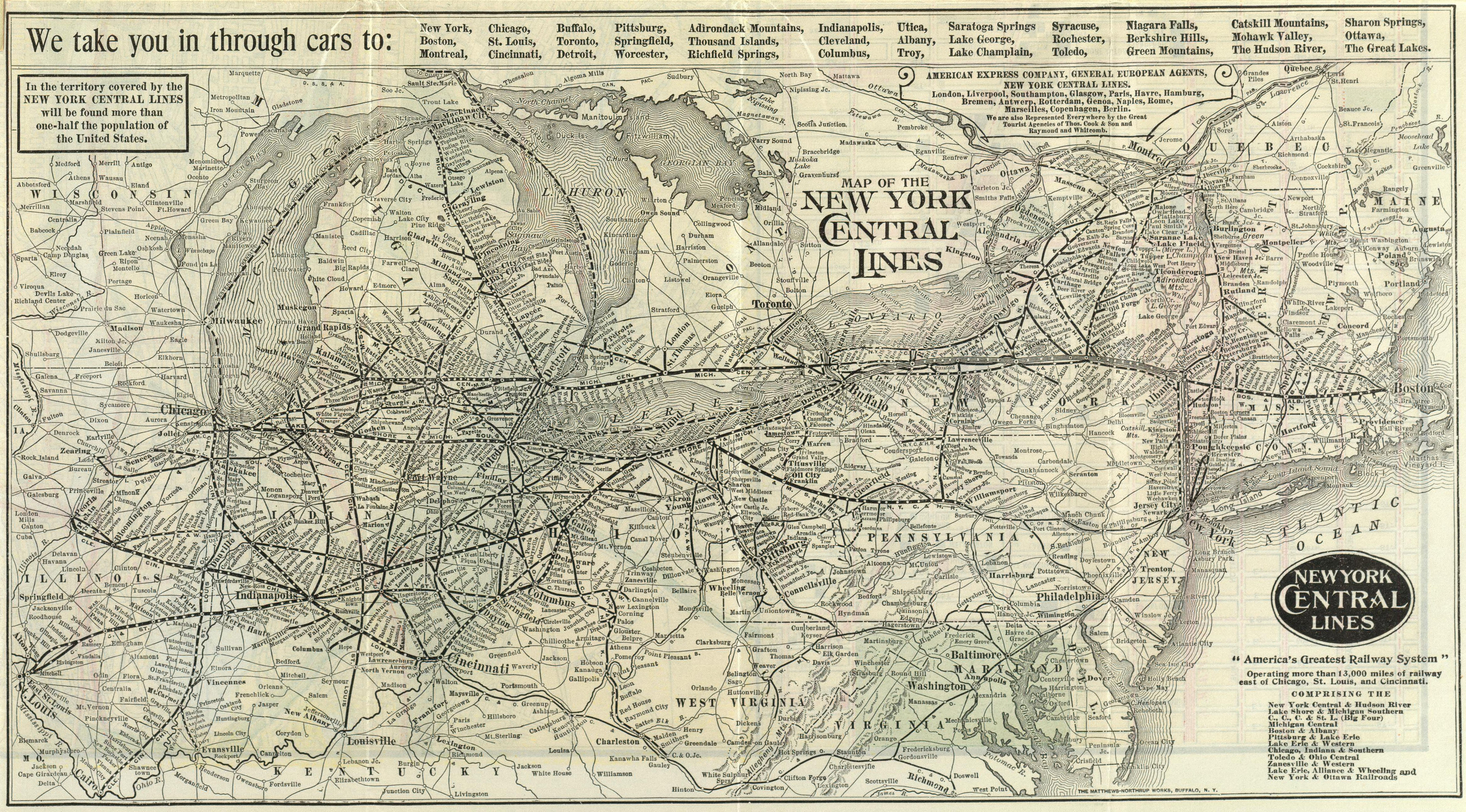
1918年の地図

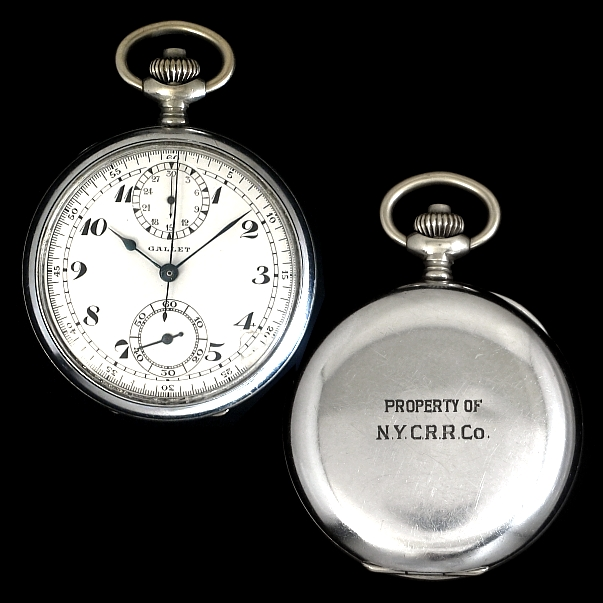
ギャレット (時計メーカー)がニューヨーク・セントラル鉄道の車掌や機関士のために製造した、1910年頃のニューヨーク・セントラル鉄道用懐中時計

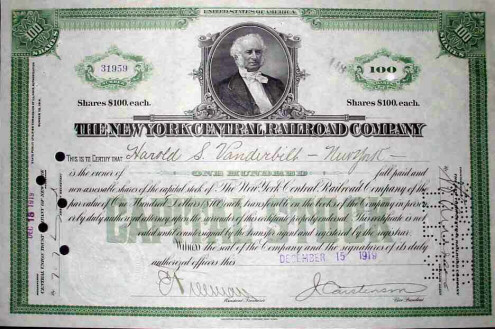
ニューヨーク・セントラル鉄道の株券

オルバニーのリビングストン・アベニュー橋にまつわる駆け引きもあって、ヴァンダービルトは1867年にニューヨーク・セントラル鉄道の支配権を握った。1869年11月1日に、ニューヨーク・セントラル鉄道と彼が以前から所有していたハドソン・リバー鉄道を合併させて、ニューヨーク・セントラル・アンド・ハドソン・リバー鉄道とした。これにより鉄道網はオルバニーから南へハドソン川野東岸に沿ってニューヨークまで延長され、またオルバニーから北へトロイ・アンド・グリーンブッシュ鉄道からの借受区間も含むようになった。1914年には会社名を再度変更して、ニューヨーク・セントラル鉄道となった。
ヴァンダービルト所有のほかの路線もニューヨーク・セントラル鉄道の一部として運営された。そうした路線としては、ニューヨーク・アンド・ハーレム鉄道、レイク・ショア・アンド・ミシガン・サザン鉄道、カナダ・サザン鉄道、ミシガン・セントラル鉄道などがあった。
シュピュイテン・デュイビル・アンド・ポート・モリス鉄道は1869年に路線特許を受けて1871年に開通し、ハーレム川の北側でハドソン川に沿って南東へニューヨーク・アンド・ハーレム鉄道へ、そしてグランド・セントラル駅までの列車を走らせる経路となり、またポート・モリスにある貨物施設にもつながっていた。開通時点からニューヨーク・セントラル鉄道が借り受けていた。
ジェニーバ・アンド・リオンズ鉄道は1877年に設立されて1878年に開通し、開通時点からニューヨーク・セントラル鉄道が借り受けていた。これはシラキュースとロチェスターを結ぶ南北の接続路線で、本線からリオンズで分岐して南へオーバーン鉄道のジェニーバまでを結んでいた。この会社は1890年にニューヨーク・セントラル鉄道へ合併された。
1900年7月1日に、ボストン・アンド・オルバニー鉄道はニューヨーク・セントラル鉄道に借り受けられたが、独立した企業としての存在は維持した。
クリーブランド・コロンバス・シンシナティ・アンド・インディアナポリス鉄道、シンシナティ・インディアナポリス・セントルイス・アンド・シカゴ鉄道、およびインディアナポリス・アンド・セントルイス鉄道 (Indianapolis and St. Louis Railway)の合併により1889年6月30日にビッグ・フォーとして知られる、クリーブランド・シンシナティ・シカゴ・アンド・セントルイス鉄道が発足した。その後、インディアナ・ブルーミントン・アンド・ウェスタン鉄道の支配権も握った。1906年にビッグ・フォー自体もニューヨーク・セントラル鉄道に買収された。
ニューヨーク・セントラル鉄道は、主要なライバルであったペンシルバニア鉄道の山がちな路線と比べて際立って異なる特徴を持っていた。ニューヨーク・セントラル鉄道はウォーターレベルルートとして知られ、ニューヨークからシカゴまでの重要な本線のほとんどは川に沿っており、ウェスト・オルバニー丘陵以外に特にきつい勾配はなかった。このことは広告戦略や有名な機関車の設計など、多くのことに影響を及ぼした。
ニューヨーク・セントラル鉄道の蒸気機関車は、勾配区間での牽引力ではなく、平坦な本線での速度に最適化されていた。有名なハドソン型のJクラス（特に1937年から1938年にかけてのJ-3a）や、第二次世界大戦期のモホーク型のL-3/L-4、そして大戦後のナイアガラ型のSクラスなどは、蒸気機関車愛好家からはその速度特性に特化した性格を受け継いだそのものであると評されている。
蒸気機関車の中でももっとも近代的な設計のものを保有していたにもかかわらず、ニューヨーク・セントラル鉄道は財務的な問題に当時直面していたこと、ディーゼル機関車が経済的なメリットを持つと考えたことから急速にディーゼル化を進めた。当時の経営幹部であったアルフレッド・パールマン (Alfred Perlman) が、ニューヨーク・セントラル鉄道の優れた蒸気機関車の保存という考えにまったく賛成しなかったため、ニューヨーク・セントラル鉄道の蒸気機関車で残されているのはほんのわずかである。ハドソン型もナイアガラ型もすべて1956年までに解体されてしまった。2010年時点でニューヨーク・セントラル鉄道の大型蒸気機関車で保存されているのは、モホーク型の2両のみで、セントルイスの交通博物館にあるL-2d型2933号と、インディアナ州エルクハートのナショナル・ニューヨーク・セントラル鉄道博物館に保存されているL-3a型3001号である。L-2d型2933号は1955年から1957年にかけての解体作業において見落とされており、数年間にわたって同情的な従業員によってニューヨークのセルカークヤードの扇形庫の奥で大きな箱の後ろに隠されていた。1962年1月にこの機関車の解体問題が世論の関心を引いて広告宣伝上の問題となりそうであったため、セントルイスの博物館に寄贈されることになった。ニューヨーク・セントラル鉄道でニューヨーク州内における最後の蒸気機関車運行は1953年8月7日であったので、この機関車がここまで残ったのは信じられないことである。1940年にアメリカン・ロコモティブで製造された、唯一の保存された第二次世界大戦期のニューヨーク・セントラル鉄道の蒸気機関車であるL-3a型3001号は、テキサス州ダラスへ売却されて残った。ダラスでは、ステートフェアの開催会場に置かれていたテキサス・アンド・パシフィック鉄道の638号機関車が1949年に寄贈されて保存されて以来、ヴァンダリズムによって大きく傷んでいたために、これを置き換えるために3001号が購入された。そのかなり後に、ナショナル・ニューヨーク・セントラル鉄道博物館がペンシルバニア鉄道の電気機関車GG1形4903号と引き換えに3001号を入手した。この機関車は良好な状態にあるとされており、運転に適当な線路が見つかれば修復して運行する候補となるだろうとされる。
北東部鉄道会社の経営状況は悲惨なものとなり、ディーゼル機関車の経済性でも事態を変えることができないほどになった。

### 短絡・迂回路線の整備
線路が混雑している地域を中心に、おおくの線増や短絡線の建設が行われた。
ジャンクション鉄道のバッファロー・ベルト線は1871年に開通し、バッファローから北東への線増となり、また旅客列車にとっては市街地を経由する周回路線ともなった。1885年に買収したウェスト・ショア鉄道はロチェスター周辺での迂回路線となった。バッファロー・ターミナル鉄道のガーデンビル・カットオフは1898年に開通して、バッファローを迂回する南東への路線となった。
スケネクタディ迂回線はウェスト・ショア鉄道への2本の接続線から構成され、スケネクタディにあった急勾配を迂回することができるようになっていた。この計画全体は1902年に完成した。クリーブランド・ショート・ライン鉄道はクリーブランドを迂回する路線を建設し、1912年に開通した。1924年には、過密となっていたウェスト・オルバニーのターミナルや丘陵地帯を迂回する27.5マイルの貨物線としてハドソン・リバー・コネクティング鉄道 (Hudson River Connecting Railroad) のキャッスルトン・カットオフの一環として、アルフレッド・H・スミスメモリアル橋が開通した。
鉄道の改良に直結しない線路変更が1910年代のロームで行われた。これはエリー運河がローム市街の南の新しい流路に変更して幅を拡大したためであった。ニューヨーク・セントラル鉄道の本線は、市街地の南側の新しい運河の南岸に移設された。旧本線が新しい運河の経路を横断していた位置とほぼ同じ場所、ロームの南東側に鉄道連絡を維持するための橋が建設された。市街地の西側では旧本線は廃止となったが、ニューヨーク・セントラル鉄道の本線から北へ、かつてのローム・ウォータータウン・アンド・オグデンズバーグ鉄道に接続するまったく新しい鉄道を建設して、ニューヨーク・セントラル鉄道の通し運行の列車がロームを迂回して通れるようになった。

### 衰退のはじまり
ほかのアメリカ合衆国の多くの鉄道会社と同様に、ニューヨーク・セントラル鉄道は、第二次世界大戦が終結すると急速に衰退し始めた。大戦前から鉄道事業に持ち上がっていた、運賃を厳しく規制していた州際通商委員会の過剰規制や、自動車との競争などの問題が再び浮上してきたためである。さらに、1950年代における信頼できる航空機の急速な開発により長距離旅客列車から旅客を奪い始めるという、大いなる脅威がこの問題に加わった。連邦補助高速道路法が1956年に制定されたことにより、自動車にとって便利で効率的な道路網の整備が促進されて、多くの人々が自動車での旅行をするようになり、また鉄道ではなくトラックで貨物を輸送するようになっていった。これに加えて、1959年のセントローレンス海路の開通もニューヨーク・セントラル鉄道の貨物輸送に悪影響を与えた。五大湖沿岸の港へ直接コンテナ輸送できるようになり、かつては収益の上がった東部と中西部を結ぶ鉄道貨物輸送を不要としてしまった。
同時に、ニューヨーク・セントラル鉄道には重い税金の負担があった。連邦政府・州政府・地方政府は、旅客鉄道に必要とされる支援をするどころか、鉄道のインフラストラクチャーを資産税の格好の対象としてしか捉えておらず、こうした税金は州間高速道路に対しては課されないものであった。問題をさらに悪化させることに、鉄道の旅客輸送には第二次世界大戦時の15パーセントの超過税が、戦争が終わってから17年も後の1962年まで課されていた。こうした問題がアメリカ合衆国の鉄道を全体的に弱めていくことになり、ニューヨーク・セントラル鉄道の衰退につながった。

### ロバート・ヤングの時代 1954年 - 1958年
1954年6月、ニューヨーク・セントラル鉄道の経営陣は、ロバート・R・ヤングおよびその率いるアレゲーニー・コーポレーションとの間でのプロキシーファイトに敗北した。
アレゲーニー・コーポレーションは、クリーブランドのヴァン・スワリンゲン兄弟が1920年代に形成した不動産および鉄道企業で、チェサピーク・アンド・オハイオ鉄道およびニッケル・プレート鉄道を支配していたことで知られていた。この会社は結果的に世界恐慌の時期にヤングと資本家のアラン・プライス・カービー (Allan Price Kirby) の手に落ちていた。
ヤングは鉄道を夢想的に考えていたが、衰退しつつあるニューヨーク・セントラル鉄道の状態は彼が想像していたよりひどい状態であることがわかった。ヤングは約束を守ることはできず、1958年1月に配当の支払いを中止せざるを得なかった。彼はその月末に自殺した。

### アルフレッド・パールマンの時代 1958年 - 1968年
ヤングの死後、ヤングの役職はヤングの下で1954年から働いていたアルフレッド・パールマンに引き継がれた。会社の経営状態はひどかったが、パールマンは鉄道の運営をかなり効率化して、会社の金を節約することができた。1959年以来、パールマンは営業損失を770万ドル減らし、ニューヨーク・セントラル鉄道の名目上の株価を1.29ドル上昇させ、第二次世界大戦終結後では見られなかった額の配当を行った。1964年にはニューヨーク・セントラル鉄道の長期債務を1億ドル近く減らし、また旅客営業の損失を4200万ドルから2460万ドルへと削減した。
パールマンはまた、ニューヨーク・セントラル鉄道の近代化プロジェクトをいくつも立ち上げた。もっとも重要なのが、列車集中制御装置 (CTC) をニューヨーク・セントラル鉄道の多くの路線で使用開始したことである。さらに彼は多くの操車場の建設あるいは近代化を監督した。有名なのは、1966年にオルバニー郊外に開設された、2000万ドルを投じたセルカークヤードである。またパールマンは、B-36爆撃機に搭載されていたのと同じゼネラル・エレクトリック J47ジェットエンジン2基で駆動されるバッド製のM-497ジェットトレインを、ますます激化する自動車や航空機との競争への解決策として実験を行った。技術的には成功したが、このプロジェクトは試作段階を脱することはなかった。
にもかかわらず、パールマンの費用節減は鉄道の多くのサービスを中止することにつながった。ニューヨーク周辺の通勤路線網は特にこれで影響を受けた。1958年から1959年にかけて、ウェストチェスター郡およびパットナム郡におけるニューヨーク・セントラル鉄道のパトナム地区部門では通勤列車の運行が中止された。これに加えてハドソン川を渡ってジャージーシティのウィーホーケン駅へ結ぶフェリーの運航を廃止した。これはハドソン川西岸に沿ってジャージーシティからオルバニーまで結ぶウェスト・ショア線に悪い影響を与え、オルバニーまでの長距離列車は1958年に、そしてジャージーシティとウェスト・ハベストローを結ぶ通勤列車は1959年に廃止された。しかし、ニューヨーク都市圏周辺の路線網はあまりの多くの乗客を抱えているため、こうした通勤輸送を廃止してしまうことは不可能であると証明され、州際通商委員会が運行の継続を命じることになり、ニューヨーク・セントラル鉄道の資金をさらに消耗させることになった。
多くの長距離列車あるいは地域輸送の旅客列車は廃止されたりサービスの水準が切り下げられ、ミシガン州・イリノイ州・インディアナ州・オハイオ州を通る路線においてはプルマンのパーラーカーや寝台車が座席車に置き換えられた。オルバニーとバッファローの間のエンパイアコリドーでは、大きく運行が削減され、バッファローからナイアガラフォールズまでは1961年に完全に運行が廃止された。1967年12月3日には、有名な20世紀特急を含む多くの長距離列車が廃止となった。エンパイアコリドーから分岐するアップステート・ニューヨークにおける膨大な支線網の運行も次第に廃止され、1965年にユーティカとレークプラシッドを結ぶユーティカ支線が最後に廃止となった。ロチェスター、スケネクタディ、オルバニーなどの壮大な駅は解体されるか廃止され、少しでも収入を上げ運営費を節減する努力がなされた。こうした運行削減により生み出された節減にもかかわらず、より長期的な解決策がなければ再びニューヨーク・セントラル鉄道は債務返済不能となることは明らかであった。

### ペンシルバニア鉄道との合併
北東部の多くの鉄道会社が直面している問題は、衰退しながらもまだ残っている輸送需要に対して輸送能力が余剰となっているという事実であった。ニューヨーク・セントラル鉄道には、競争相手として2大ライバル会社、ペンシルバニア鉄道とボルチモア・アンド・オハイオ鉄道があり、これに加えてより小さなデラウェア・ラッカワナ・アンド・ウェスタン鉄道、エリー鉄道、レディング鉄道、セントラル・レールロード・オブ・ニュージャージー、リーハイ・バレー鉄道などがあった。こうした鉄道会社を合併することが、運営を合理化し競争を回避する方法として考えられた。デラウェア・ラッカワナ・アンド・ウェスタン鉄道とエリー鉄道は、1956年から合同での運営を始めてある程度の成功を収めており、最終的に1960年のエリー・ラッカワナ鉄道の設立へとつながった。ほかには、バージニアン鉄道、ウォーバッシュ鉄道、ニッケル・プレート鉄道やその他いくつかの会社の合併でノーフォーク・アンド・ウェスタン鉄道が成立し、またボルチモア・アンド・オハイオ鉄道、ウェスタン・メリーランド鉄道、チェサピーク・アンド・オハイオ鉄道やその他のいくつかの会社を組み合わせてチェシー・システムが成立した。大幅な合理化と旅客輸送の削減がこうした合併の多くの成功につながった。
この傾向に従い、ニューヨーク・セントラル鉄道は少なくとも1950年代半ばには潜在的に合併相手となりうる会社の検討を始め、当初はボルチモア・アンド・オハイオ鉄道や、ニューヨーク・セントラル鉄道の傘下にあったニッケル・プレート鉄道との合併を追求していた。しかし前述したいくつもの合併とは異なり、州際通商委員会が運行維持を義務付けていたかなり大規模な地域・通勤旅客輸送をいまだに運営しているという点で、ニューヨーク・セントラル鉄道との合併はかなり厄介なものであった。
すぐに、ニューヨーク・セントラル鉄道と合併して成功する可能性があるだけの十分な資本を持つ会社は、ニューヨーク・セントラル鉄道の最大のライバルでそれ自体が大きな旅客輸送を行っていた、ペンシルバニア鉄道だけであることが明らかになった。この2社の合併交渉は1955年には行われていたが、多くの要因によりこれは遅れていた。州際通商委員会からの干渉、労働組合からの反対、競合他社との利害関係、両社自身が合併計画を作成できなかったことなどがあり、進展は10年以上遅れていた。合併協議の議論において2つあった大きな対立点としては、まず合併後にどちらが過半数の支配権を握るかということに集中した。1950年代から1960年代にかけてのパールマンの合理化推進により、ペンシルバニア鉄道に比べてニューヨーク・セントラル鉄道の経営状態はより良い状態にあった。にもかかわらず、ペンシルバニア鉄道の社長スチュアート・サウンダーズ (Stuart Saunders) に強く求められた州際通商委員会は、ペンシルバニア鉄道がニューヨーク・セントラル鉄道を吸収することを望んでいた。もう1点として州際通商委員会は、破綻したニューヨーク・ニューヘイブン・アンド・ハートフォード鉄道をこの合併に加えようと望み、これは結局のちに1969年に実現することになったが、両社ともこれを拒絶していたということがあった。結局この2点が最終的に合併後のペン・セントラル鉄道の崩壊へとつながった。
1967年12月、ニューヨーク・セントラル鉄道はその最後のダイヤを公表した。最後のダイヤは、ペンシルバニア鉄道との合併を前提として大幅に旅客輸送を削減したものとなっていた。有名な20世紀特急を含め、多くの長距離豪華列車が1967年12月3日に廃止となった。通勤列車を含め、ペンシルバニア鉄道との合併後にも運行を継続する列車のみが残された。

### ペン・セントラル鉄道 1968年 - 1976年
1968年2月1日、ニューヨーク・セントラル鉄道はペンシルバニア鉄道に吸収され、新しいペンシルバニア・ニューヨーク・セントラル・トランスポーテーション・カンパニーを設立し、のちにペン・セントラル・トランスポーテーション・カンパニー（ペン・セントラル鉄道）と改称し、ニューヨーク・セントラル鉄道のアルフレッド・パールマンが社長に就任した。ペン・セントラル鉄道は、1969年に州際通商委員会に要求されて損失の大きなニューヨーク・ニューヘイブン・アンド・ハートフォード鉄道を合併させられたことで、急速に債務の負担が増大していった。これに加えてエリー・ラッカワナ鉄道の前例と違い、正式な合併計画が策定されないままに場当たり的なやり方で合併が処理された。両社の競争的な企業文化、労働組合の関心、互換性のない運営方法・コンピューターシステムなどが合併成功への希望を打ち砕くことになった。これに加えて、収益性があるように見せるために、パールマンは会社の準備金を株主に配当として支払うことを承認した。にもかかわらず、1970年6月21日、ペン・セントラル鉄道は破綻を宣言し、その当時までのアメリカ合衆国で最大の企業倒産となった。倒産保護の下、ペン・セントラル鉄道の他の鉄道に対する債務の多くは凍結され、一方でほかの鉄道会社のペン・セントラル鉄道に対する債務は凍結されなかった。これにより、すでに脆弱になっていたほかの多くの北東部鉄道会社を破綻させるきっかけとなり、エリー・ラッカワナ鉄道、ボストン・アンド・メイン鉄道、セントラル・レールロード・オブ・ニュージャージー、レディング鉄道、リーハイ・バレー鉄道などが破綻した。
ペン・セントラル鉄道は、アメリカ合衆国で民間企業による旅客鉄道輸送の最後の頼みの綱であった。倒産に対応して、リチャード・ニクソン大統領は1970年鉄道旅客輸送法に署名し、国有化され政府所有で補助金を受ける存在であるアムトラック（全米鉄道旅客公社）を発足させた。1971年5月1日、アムトラックはアメリカ合衆国におけるほとんどの地域・長距離都市間旅客列車の運行責任を引き継いだ。アムトラックはまた、最終的にはほぼ電化されておりボストンとワシントンD.C.を結ぶ北東回廊の所有権を引き継いだ。これは主にペンシルバニア鉄道とニューヨーク・ニューヘイブン・アンド・ハートフォード鉄道から引き継いだ。ペン・セントラル鉄道およびその他の会社は倒産した状態でさらに5年間通勤輸送の運営を義務付けられ、最終的に新しく設立されたコンレールに1976年に引き継がれた。もし、損失の大きな旅客輸送を切り離すことができれば、ペン・セントラル鉄道やその他の北東部鉄道会社を収益性の上がる状態に再建できるかもしれないという期待があった。しかしこれは実現することはなく、各鉄道は破産状態から再建することはできなかった。

### コンレールとCSXトランスポーテーション 1976年以降
統合鉄道公社コンレールは、アメリカ合衆国政府によってペン・セントラル鉄道およびその他の破綻した鉄道会社の貨物鉄道事業を継承するために設立され、1976年4月1日に営業を開始した。ハドソン川沿いのニューヨーク州、コネチカット州およびボストン周辺では、ペン・セントラル鉄道の通勤路線網も引き継いだ。1983年にはこうした通勤輸送はニューヨーク州とコネチカット州において州政府が出資したメトロノース鉄道に、マサチューセッツ州ではマサチューセッツ湾交通局に引き継がれた。コンレールは収益性改善を1990年代まで実行し続け、続いていた鉄道会社合併の傾向により、ほかのいくつかの鉄道会社により買収が模索されるようになり、最終的にその資産はCSXトランスポーテーションとノーフォーク・サザン鉄道に吸収された。
コンレールは運営合理化の努力の中で、ニューヨーク・セントラル鉄道およびペンシルバニア鉄道の路線を多く廃止しなければならなかった。にもかかわらず、ニューヨーク・セントラル鉄道の旧鉄道網の多くはまだ残されており、CSXトランスポーテーションおよびアムトラックが使用している。まだ運行されている路線としては、ニューヨークとシカゴを結ぶ有名なウォーターレベルルートや、かつてのボストン・アンド・オルバニー鉄道線、インディアナ州・イリノイ州・アイオワ州を通るケンカキーベルトルート、そしてジャージーシティとオルバニー郊外にあるセルカーク操車場を結ぶウェスト・ショア線などといったものがある。
1998年6月6日、コンレールのほとんどはノーフォーク・サザン鉄道とCSXトランスポーテーションの間で分割された。ニューヨーク・セントラル・ラインズLLCがコンレールの子会社として設立され、CSXトランスポーテーションによって運行されることになる路線網を引き継いだ。これはかつてのウォーターレベルルートなど、ニューヨーク・セントラル鉄道の多くの路線と、ほかの鉄道会社からも多くの路線を含んでいた。またNYCという報告記号も引き継いだ。CSXトランスポーテーションは最終的にこれを完全に吸収合併した。

## 旅客列車

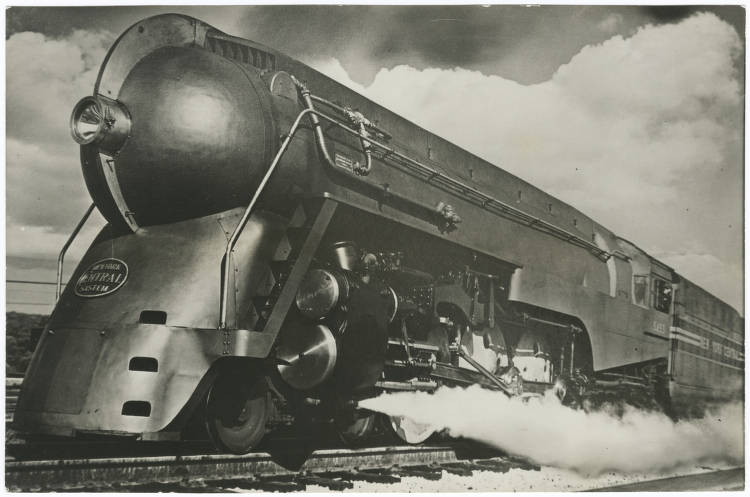
ヘンリー・ドレフュス設計の流線形機関車ハドソン型、1938年から20世紀特急牽引に用いられた

20世紀の3分の2以上の期間にわたって、ニューヨーク・セントラル鉄道はアメリカ合衆国でももっとも有名な列車の運行で知られた。20世紀特急は1902年に運行を開始し、ニューヨークのグランド・セントラル駅とシカゴのラサール・ストリート駅を結んで、ニューヨーク・セントラル鉄道でももっとも有名な列車であった。赤いカーペットを敷いた出迎えや一等車のサービスなどで知られた。1930年代半ばには、多くの鉄道会社が空気抵抗を減らし速度を増すための流線形機関車の導入を進めた。しかし1930年代にニューヨーク・セントラル鉄道が「コモドア・ヴァンダービルト」を導入するまでは、ほかの会社の流線形機関車はすべてディーゼル機関車であった。ヴァンダービルトは一般的な蒸気機関車であった。1935年にニューヨーク・セントラル鉄道はヴァンダービルトの経験に基づいて2番目の流線形蒸気機関車「センチュリー」を導入し、さらに1938年6月15日に流線形改造を受けたのちには960.7マイルの行程をちょうど16時間で走行した「ウォーターレベルルート」がこれに続いた。この機関車は第二次世界大戦後の短期間、この行程を15時間30分で走行したこともあった。同様に有名だったのが、アップステート・ニューヨークを横断してバッファローやクリーブランドへ結ぶエンパイア・ステート・エクスプレスや、ニューヨークとシンシナティを結ぶオハイオ・ステート特急などがある。ニューヨーク・セントラル鉄道はまた1936年のレクソール・トレインも運行した。これはドラッグストアのレクソールの宣伝のために47州を巡回したものであった。
以下にニューヨーク・セントラル鉄道の主要列車を示す。
ニューヨーク - シカゴ
- 20世紀特急: 停車駅限定、ウォーターレベルルート経由、1902年 - 1967年
- コモドア・ヴァンダービルト: 20世紀特急よりいくつか停車駅が多い、ウォーターレベルルート経由
- レイク・ショア特急（英語版）: クリーブランド経由、ボストンおよびセントルイスへの支線便あり、1896年 - 1956年、1971年 - 現在（ニューイングランド・ステーツと統合の上でアムトラックにより運転再開）
- シカゴアン
- ペースメーカー: クリーブランド経由の全座席車列車
- ウルバリン: 南部オンタリオ州・デトロイト経由

マーキュリー
マーキュリーの名を持つ列車の一覧、すべて1936年 - 1956年の運行
- シカゴ・マーキュリー: シカゴ - デトロイト
- シンシナティ・マーキュリー: クリーブランド - シンシナティ
- クリーブランド・マーキュリー: デトロイト - クリーブランド
- デトロイト・マーキュリー: クリーブランド - デトロイト

ニューヨーク - セントルイス
- ニッカーボッカー
- サウスウェスタン特急

その他
- エンパイア・ステート・エクスプレス（英語版）: ニューヨーク - バッファローおよびクリーブランド、エンパイア・コリドー経由、1891年 - 現在（ペン・セントラル鉄道になってからも運行されたが、アムトラックになってからはエンパイア・サービスの名でニューヨークとナイアガラフォールズを結んでいる）
- オハイオ・ステート特急（英語版）: ニューヨーク - シンシナティ、エンパイア・コリドー経由
- エクスプローラー（英語版）: クリーブランド - シンシナティ、1958年 - 1960年（軽量車両の特別試験列車）
- クリーブランド特急: ニューヨーク - クリーブランド
- デトロイター: ニューヨーク - デトロイト
- ジェームズ・ウィットカム・リリー（英語版）: シカゴ - シンシナティ
- モーター・シティ・スペシャル: シカゴ - デトロイト
- ニューイングランド・ステーツ（英語版）: ボストン - シカゴ、ウォーターレベルルート経由、1938年 - 1971年（ペン・セントラル鉄道になってからも運行されたが、アムトラックになってからはレイク・ショア特急と統合されている）
- トワイライト特急: シカゴ - デトロイト

すべての列車がニューヨークではグランド・セントラル駅に、ジャージーシティではウィーホーケン駅に、ボストンではサウス駅に、シンシナティではシンシナティ・ユニオン駅に、デトロイトではミシガン・セントラル駅に、セントルイスではユニオン駅に、そしてシカゴではラサール・ストリート駅に発着した。
ニューヨーク・セントラル鉄道は、ほかの多くの鉄道同様に、かなり大規模な通勤列車網をニューヨークおよびマサチューセッツで運営していた。ウエストチェスター郡の住民はハドソン線、ハーレム線、パトナム線などでマンハッタンのグランド・セントラル駅までの運行を利用でき、一方ニュージャージーやロックランド郡の住民はジャージーシティとウェスト・ヘイバーストウの間のウェスト・ショア線の運行を利用できた。